# بوفور-درووال
بوفور-درووال (به فرانسوی: Beaufour-Druval) یک کمون در فرانسه است که در canton of Cambremer واقع شده‌است. بوفور-درووال ۱۱٫۳۴ کیلومتر مربع مساحت دارد ۱۳۰ متر بالاتر از سطح دریا واقع شده‌است.